# 第三次世界大戦-チームヤンキー出動
第三次世界大戦－チームヤンキー出動は、米国の作家ハロルド・コイルの著作。
1987年に発表された。当時著者は米陸軍少佐。本著作は第三次世界大戦物の一つであるハケット将軍の第三次世界大戦を背景に借りて、米陸軍のある戦車中隊戦闘団の作戦を追っている。ハケット将軍の第三次世界大戦は1985年に設定されているが、本著作では1980年代後半とみられるものの具体的な年月は無い。また地理についてはチューリンゲン森とザール河が登場するがその他は架空である。
読後感はウォーゲームのアフターアクションリポートのリプレイ小説に近い。

## 舞台設定
西ドイツおよび東ドイツで季節は8月および9月。暦年は特定されず。地名はチューリンゲン森およびザール河を除き架空である。

## 主要な登場人物および登場する部隊
チームヤンキー（ヤンキーとはNATOフォネティックコードにおけるYのコード）は機甲中心の中隊規模部隊。米陸軍の現役部隊の平凡な大隊の平凡な中隊規模の部隊である。
建制
- 中隊長　バノン大尉
27歳。既婚、子供二人。大学院卒軍事史専攻だが平凡な将校。著者は序章で中佐より上に昇進する見込みは恐らく無いと描写している。
- 副長  ユレスキー中尉
- 中隊先任軍曹　ハレット一等軍曹
- 第1小隊 (ヴァイス中尉)
- 第2小隊 (マカリスター少尉)
- 機械化小隊 (ポルガー二等軍曹)
- 第3小隊 (ガージャー少尉)

配属
- 砲撃観測誘導班(アンガー少尉)

装備
- M1エイブラムス主力戦車×14両
  - 各小隊4両。車両番号は11、12、13、14、21、22、23、24、31、32、33、34。　副長車は55、中隊長車は66。

- M113装甲兵員輸送車×数両
- M901 ITV（BGM-71 TOW対戦車車両）×数両
- 装軌野戦救急車
- M88装甲回収車

歩兵はドラゴン対戦車ミサイルおよびM72 LAW 66mm対戦車擲弾発射器を携行。
親部隊は第4機甲連隊第1大隊。同大隊は小説開始時点では第78機械化歩兵連隊第3大隊支隊(レイノルズ中佐)の傘下にある。その上の旅団長はブラン大佐。
第78機械化歩兵連隊第3大隊支隊の建制は
チームヤンキー、C中隊(クレイヴン大尉)、チームブラボー。

## 各章の粗筋
序章
国際報道からの引用で米国とソ連との間が7月15日から8月1日の間にとりわけペルシャ湾岸で緊迫する様相を描写。NATO軍は動員され両ドイツ間国境に配備される。
第1章Stand-To
(8月3日　早朝)
チームヤンキーは東ドイツとの国境に展開。バノン大尉はガージャー少尉が無線封鎖を破っての交信で眼を覚ます。もう一度眠りにつくことができず大尉は部隊を点検して回り、読者に登場人物を紹介していく。ガージャー少尉を叱責し戦争が近い今、直ちに更迭せざるをえぬと決断する。
一方バノン大尉の妻であるパット・バノンは戦争が間近であると悟り米本国への脱出を準備しつつ、チームヤンキーの配偶者や家族の面倒をみることとなる。
第2章First Battle
(8月3日　午前7時30分)
レイノルズ中佐が自らが率いる支隊の前方陣地を検閲中、チームヤンキーの陣地に来ていたとき戦争が始まる。ソ連はさらに前線に展開していた機甲騎兵の警戒陣地を突破し天蓋つき車体隠蔽陣地にいたチームヤンキーを攻撃する。右翼の陣地に篭っていたチームブラボーでは中隊長が戦死。バノン大尉にとっては嬉しい誤算であったことには、ガージャー少尉は戦闘に向いていることが判明する。
駐屯地ではパット・バノンがチームヤンキーの配偶者らの非公式なリーダーとして活動。近くの町にゆきガージャー少尉の妻サンディを連れ帰る。道路は軍車両や避難民で混雑している。
第3章Change of Mission
(8月3日　午後遅く及び晩)
パット・バノンと子供にチームヤンキーの関係者はラインマイン航空基地に辿り着き、本国便を待つ。航空機が着陸し米国からの増援を吐き出すなり、一同は飛行機に乗せられる。機内で待つ間にもソ連の航空攻撃がある。パットと子供達は航空攻撃で亡くなった民間人を脇に眼にしつつ機内へと駆け込んだ。
支隊とチームヤンキーは初戦から回復。バノン大尉は実戦を経験した者と参謀らとの態度が異なることに気付く。参謀たちはより熱心なように思われた。
第4章Into the Vacuum
(8月4日　午前)
チームヤンキーにC中隊の支援を受けつつ214高地を攻撃するよう命令が下った。命令に混乱が生じ大隊作戦将校のジョーダン少佐は攻撃の中止を命じるが、大隊長のレイノルズ中佐は攻撃続行を命じる。31号車のマカリスター少尉が攻撃を受けて戦死する。
第5章Hunter and Hunted
(8月4日　昼間)
戦闘でバノン大尉の66号車は行動不能となり操縦手は戦死する。残る乗員3名で66号車が戦闘可能とは思っていなかったT-62戦車3両を撃破。その後乗員は鹵獲されるのをさけるため66号車を破壊。バノン大尉はチームに合流して指揮を取り戻しユレスキー中尉の55号車を使う。攻撃を支援するはずのC中隊は現れずチームヤンキーは独力で214高地を守る羽目になる。
第6章On The Razor's Edge
(8月4日および5日)
チームヤンキーは214高地に対するソ連大隊の夜間攻撃を撃退。バノン大尉の乗る戦車の操縦手であるフォークと装填手のマコーリーはドラゴン対戦車ミサイルの射手を志願し降車する。ドラゴンの特技資格を有する射手が戦死し、両名はT-72が狙いをつけようと一刻を争う中、操作と格闘する。
第7章Check and Checkmate
(8月5日　午前5時30分)
チームヤンキーは午前3時30分に友軍戦線へ後退する予定だったが、中隊全員は疲労のあまり寝過ごしてしまう。バノンは2時間後に目覚め自車の乗員と小隊長をたたき起こし、口を揃えて失態に毒づく。バノン大尉は昼間でも犠牲を抑えつつ後退できる計画を案出する。
第8章R and R
チームヤンキーは近くの町に辿り着くと、バノン大尉が激怒したことにはなんとC中隊の兵らが闊歩していた。バノンは支隊長に出頭。チームヤンキーは予備となり、回復し増援を受け取ることとなった。機甲学校でガージャー少尉と同期のアヴェリー少尉がマカリスター少尉の後任として配属される。アヴェリー少尉はガージャー少尉も含めてチームヤンキーの将校らの応対が予期せざるものだったことに戸惑いを覚える。
第9章Deep Attack
(8月8日から11日)
アヴェリー少尉は実戦を経験しておらず、チームの兵らから孤立することとなる。戦車の砲身にキルスコアが塗られるようになり少尉の孤立はさらに深まる。
チームヤンキーを傘下に含む旅団は西ドイツ軍の反撃に後続してチューリンゲン森を抜けてライプツィヒおよびベルリンへと敵北部軍集団を切断すべく東ドイツへと攻撃する。チームヤンキーは実戦経験ゆえに先鋒を命じられる。バノン大尉は大隊の他部隊、ことにC中隊が彼の機甲チームを支援してのそれぞれの任務を果たせるか疑義を唱え、再度の失態は無いという約束をとりつける。
敵軍、ポーランド軍のT-55戦車大隊が先手をきって攻撃を開始したため米軍の攻撃は遅延される。敵が攻撃してきたおかげでチームヤンキーは防御の利をえて戦えることとなった。ポーランド軍は後退し支隊は追撃する。アヴェリー少尉は初星を挙げる。
第10章Red Dawn
(8月11日午前)
支隊は攻撃を停止し、地歩を固める。チームヤンキーの攻撃で四分五裂したポーランド軍部隊は再集結しC中隊を攻撃。支隊はドイツ軍中隊の支援をうけてクラヴィン大尉のC中隊を支援するため機動する。戦闘の最中、大隊副長に攻撃が命中し行動不能となる。D中隊、チームヤンキーそしてドイツ軍部隊は米軍砲兵の支援の下、ポーランド軍大隊を撃滅する。
支隊は編合のため停止。バノンは近くの町を確保するため機械化歩兵小隊を送り込む。東ドイツの少年、明らかに自由ドイツ少年団の一員がポルガー軍曹の率いる歩兵の一人をAK-47自動小銃で負傷させ、ただちに殺害される。
第11章Counterattack
21号車のアヴェリー少尉がソ連のヘリ攻撃で負傷。ハスタート一等軍曹と整備班が戦車を回収し、沈鬱に24時間以内に戦闘へ復帰可能だと告げる。
支隊本部が攻撃を受け、レイノルズ中佐は重傷。支隊副長となっていたジョーダン少佐は支隊との連絡が途絶。バノン大尉は支隊の指揮を代行し3個中隊を率いてソ連の反撃を打破して支隊本部を救う。
第12章"They Came in the Same Old Way"
ジョーダン少佐率いる支隊本部の生き残りが支隊の指揮に復帰。C中隊は実質的に殲滅されてしまい生存者はD中隊に合流。支隊は東ドイツの町を中核とする我が陣地に対し西へと進撃してくるソ連大隊の伏撃を計画。ジョーダン少佐は反斜面防御を計画し、緊扼地点での攻撃を放棄。攻者たるソ連軍は支隊の偵察小隊と米軍砲兵の空中散布地雷に撹乱され、町も谷間北斜面も奪取ならず。ソ連軍指揮官は南へと向かいバノン大尉らの戦車砲の前に身を曝す。
戦闘報告を求められて、バノン大尉はぶっきらぼうにウェリントン公を引用し「奴らはやってきた、ご存知の要に昔ながらの方法で。そして我々は昔ながらの方法で奴らを叩きのめしたのです」と語る。
第13章To the Saale
NATO全軍、ことに米軍は装備も人員不足し始めていた。もはや攻勢には使えぬ部隊や枢要地形を守れぬ部隊は有力な傘下部隊を引き抜かれる。チームヤンキーはこうして第78機械化歩兵連隊第3大隊支隊から第4機甲連隊第1大隊支隊へと転属となり、この新たな部隊は親部隊ともどもライプツィヒおよびベルリンへの攻撃を継続する。
チームヤンキーは主力攻撃の警戒前衛を付与され、ザール河にかかる橋梁の奪取を装っての陽動攻撃を命じられる。だが、攻撃が迅速かつソ連陸軍とKGBとの間で指揮が分割されていたため、ヴァイス中尉は無傷のままで橋梁を確保する。
第14章The Day After
翌日、バノン大尉はソ連が英国バーミンガム市を核攻撃したことを知る。NATOはミンスク市に報復核攻撃。支隊は核戦争に対応する態勢をとるよう命じられる(分散、掩体の強化、爆風および電子装備および光学装備の防護)。バノン大尉は直ちに衛生に留意し装備整備に重点を置くよう下令し、核戦争の長期化による弊害を避けようとする。
バノンが次の攻撃を整えつつあるとき、停戦が宣言されたとの通知が届き戦争は終わる。
終章
停戦は守られた。生活はゆっくりと平時へと戻っていく。州兵師団がバノン大尉の師団を引き継ぎ、バノンは2か月を経て駐屯地へと復帰。家族との生活を再開する。

## 他ジャンルでの展開
英語wikipediaによると同名のウォーゲームとTVゲーム有り。映画、戯曲、TVドラマは無し。

## 備考
本作はハロルド・コイルの第一作にしてベストセラー。